# Littérature tibétaine

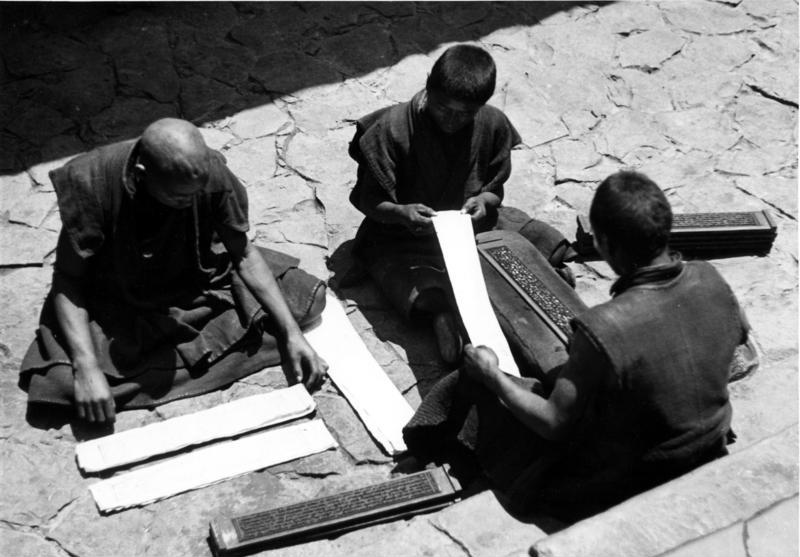
Lamas imprimant des livres au monastère de Tashilhunpo (1938)

La littérature tibétaine (tibétain : བོད་ཀྱི་རྩོམ་རིག, Wylie : bod kyi rtsom rig), une des plus importantes d'Asie, a des origines millénaires. En vers ou en prose, orale ou écrite, la littérature tibétaine aborde « tous les domaines du savoir : religion, médecine, histoire, philosophie... ». 
La littérature écrite en tibétain remonte à l'invention du style d'écriture d'origine indienne au milieu du VIIe siècle : alphasyllabaire tibétain. 
Le terme peut également s'appliquer à tous les travaux littéraires des Tibétains, les écrivains choisissant parfois d'utiliser le chinois ou l'anglais pour atteindre un public plus large.

## Terminologie
Aujourd’hui, l’expression « littérature tibétaine » s’applique à toute production littéraire provenant d’un Tibétain de souche. Cependant il n’y a pas de consensus quant à savoir qui est « tibétain » et qui parle la « langue tibétaine ». Ainsi, les ethnologues chinois affirment que le baima est indépendant du tibétain mais l’État les classe tous les deux comme tibétains de peur qu’on ne lui reproche de s’en prendre à l’unité de l’identité tibétaine. De même, les parlers tibétains ne sont pas intelligibles entre eux, ce qui est source de difficultés en matière d’éducation, domaine où le gouvernement chinois impose le parler de Lhassa aux locuteurs tibétains de l’Amdo car on considère, pour des raisons politiques, que les deux variantes sont une seule et même langue.

## Historique

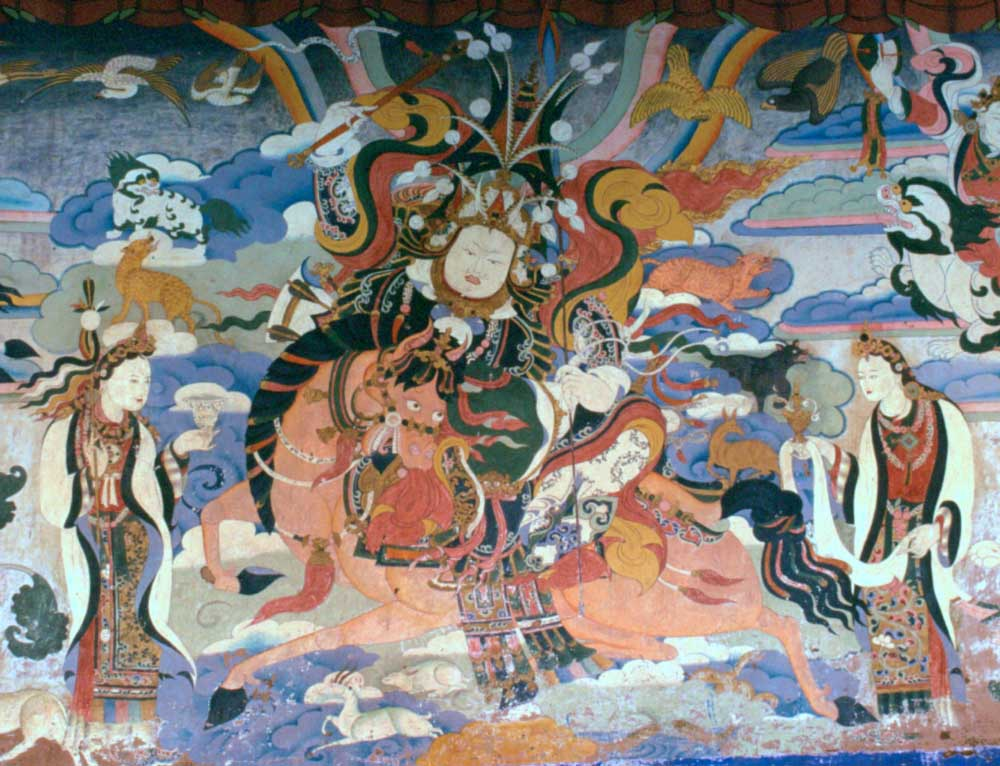
Fresque représentant le roi Gesar

La littérature en langue tibétaine a réellement débuté au VIIIe siècle avec la création de l'université monastique de Samyé, qui visait à permettre la traduction en langue vernaculaire des nombreux textes sacrés bouddhiques écrits en sanskrit. 
Dans leur forme finale, établie aux XIVe et au XVIIe siècles respectivement, ces textes forment les 108 volumes du Kangyour, et son commentaire (Tengyur) en 224 volumes. 
Depuis la destruction des universités monastiques d'Inde par les Moghols, certains textes n'existent qu'en version tibétaine. 
Vers 950 fut créée une bibliothèque secrète dans les grottes de Mogao (près de l'oasis de Dunhuang) pour protéger les écrits bouddhistes. 
C'est grâce à ce moyen que nous disposons aujourd'hui des versions les plus anciennes de certains textes tibétains, chinois et ouïghours.
Pendant la majeure partie de son histoire, le Tibet a été dominé par les lamaseries. 
Par conséquent, la majorité des ouvrages tibétains sont fortement marqués par la pensée bouddhique. 
Il s'agit pour la plupart de textes religieux, historiques et biographiques, ou de mélanges de ces genres. 
Il existe également des collections de contes populaires (par exemple, celles relatives à la figure du farceur, ou trickster, qu'est oncle Tompa) et des ouvrages traitant de l'ancienne religion Bön. 
Les ouvrages les plus connus en Occident sont le Livre des morts tibétain (traduit en anglais en 1927), l'Épopée du roi Gesar (en 120 volumes), et l'Histoire de l'Incomparable Prince par Tshe-rin-dban-rgyal (1697-1763), traduite en anglais en 1996.

## Au Tibet
En 1980, l’association des écrivains de la région autonome du Tibet lança la première revue littéraire en langue tibétaine sous le nom de Littérature et art tibétains (Bod kyi rtsom rig sgyu rtsal), publiant des nouvelles sur le servage dans l’ancien Tibet,. La revue littéraire tibétophone ayant le plus d'audience au Qinghai est Drang Char (« petite pluie »), fondée en 1981 et dont la spécialité est la nouvelle. Après 1985, les revues tibétaines critiquèrent la Bande des Quatre et les excès de la révolution culturelle. L'influence de la poésie chinoise (et de la poésie occidentale en traduction chinoise) a commencé à se faire sentir après les Quatre Modernisations. En dépit de ces influences, critiques et rédacteurs ont donné la priorité à des récits et des poèmes conçus sur des fondements traditionnels. La plupart des œuvres récentes prennent la forme de poésies.
La plupart des écrivains tibétains importants sont issus du Qinghai plutôt que la région autonome du Tibet. Au nombre de ces écrivains amdowas se distinguent Dhondrup Gyal et Gedun Chophel, dont les ouvrages sont caractéristiques du modernisme. Leurs ouvrages figurent dans les manuels de langue tibétaine utilisés dans les cinq provinces dans le cadre de la politique éducative unifiée du pays pour toutes les zones tibétophones de la Chine. Selon l’historien tibétain en exil Tsering Shakya, malgré la surveillance de l’État, « les écrivains, intellectuels et artistes tibétains ont pu, par le biais du roman, débattre de façon autonome de la nature de l’identité tibétaine ».
La littérature tibétaine moderne est influencée par les modes affectant la littérature chinoise dans son ensemble en raison de la traduction d'ouvrages du chinois au tibétain. La littérature en langue tibétaine, pour sa part, est traduite en chinois mais à une moindre échelle. Le Catalogue des publications chinoises en études tibétaines (1949-1991) énumère 1 497 publications de tibétologie, 813 en chinois et 663 en tibétain. Deux écrivains tibétains fort connus qui publient à la fois en chinois et en tibétain sont Chenaktsang Dorje Tsering (Jangbu) et Tsedor. À la diversité de la littérature tibétaine participent des Han qui sont résidents de longue date au Tibet et qui ont fait leurs études en tibétain : ces lao Xizang (anciens du Tibet) donnent souvent dans une critique littéraire marquée par des connotations nostalgiques et sentimentales.
La scène littéraire s'organise depuis les années 1990 en petits groupes d'écrivains (qui se donnent le nom de « jeunes écrivains »), dont beaucoup ont étudié à l'Université du Qinghai à Xining.
On peut citer, parmi les premiers groupes, les Quatre démons du Vieux Fort, puis les Quatre savants, les Quatre frères hibou de Rongwo, la Troisième génération, etc. En Chine, l'auteur le plus en vue est Alai (*1959-). Il écrit en chinois. Tashi Dawa, le vice-président de l’association des écrivains de la région autonome du Tibet, est également un autre écrivain tibétain sinophone très en vue.
Selon Lauran R. Hatley et Patricia Schiaffini-Vedam, la « littérature tibétaine moderne » est désormais un domaine d'étude avec ses spécialistes en Occident.

## Dans la diaspora

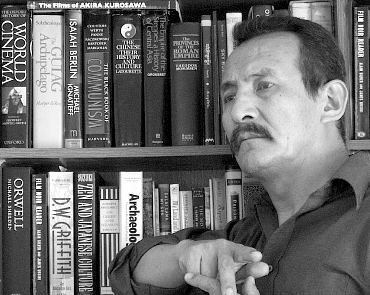
Jamyang Norbu

Plusieurs écrivains tibétophones résidant à l'extérieur de la République populaire de Chine sont également actifs. 
La première revue littéraire de ces écrivains en exil a été Jangzhon (1990-1997), à laquelle ont succédé divers périodiques indépendants. 
La première Conférence nationale des écrivains tibétains, organisée par l'Institut Amnye Machen, a eu lieu du 15 au 17 mars 1995 en Inde à Dharamsala. 
Des auteurs exilés comme Bhuchung D. Sonam, Tsering Wangmo Dhompa, Jamyang Norbu, Thubten Samphel, Dawa Norbu et Tenzin Tsundue écrivent leurs ouvrages en anglais.
Les autobiographies de Tibétains destinées au public américain ou britannique ont particulièrement la cote. Cependant, l'engouement des lecteurs occidentaux pour ce que Vincanne Adam appelle « l'authenticité tibétaine » ne concerne que les auteurs qui se définissent comme « bouddhistes, nationalistes ou exilés ». 
Les Tibétains vivant au Tibet ou dont le vécu reflète des aspects de la culture chinoise ou de la culture occidentale, sont perçus comme « contaminés ».

## Quelques écrivains contemporains
- Thubten Chökyi Nyima (1883-1937)
- Kangyour Rinpoché (1898-1975)
- Aphur Yongden (1899-1955)
- Gendün Chöphel (1903-1951)
- Pema Gyaltsen Rinpoché (1908-1985)
- Gendun Lhundrub (1974-)

### 1910
- Tseten Zhapdrüng (1910-1985)
- Dilgo Khyentse Rinpoché (1910-1991)
- Rinchen Dolma Taring (1910-2000)
- Dorjé Gyelpo (1913-1992)
- Kundeling Woeser Gyaltsen (1915-2001)
- Chogye Trichen (1920-2007)
- Khetsun Sangpo Rinpoché (1920-2009), érudit
- Dundul Namgyal Tsarong (1920-2011)
- Lobsang Wangyal (médecin tibétain) (1920-2003)
- Phuntsok Wangyal (1922-2014), politique
- Mugé Samten (1923c-1993)
- Thoupten Phuntshog (1923-2014), érudit
- Lhamo Tsering (1924-1999)
- Khyenrap Ösel (1925-)
- Rakra Tethong Rinpoché (1925-2012)
- Ratuk Ngawang (1926-2016)
- Dungkar Lobsang Trinley (1927-1997)
- Garje Khamtrul Jamyang Dhondup (1927-2019), érudit
- Yeshi Donden (1927-2019), médecin
- Dungkar Lobsang Trinley (1927-1997), historien
- Yangchen Dolkar Tsarong (1927-)
- Juchen Thupten Namgyal (1929-2011), historien

### 1930
- Druprik Khyumchok (1930-)
- Rechung Rinpoché (1931-2007),médecin, tibétologue
- Ngawangthondup Narkyid (1931-2017), anthropologue
- Khenpo Tsultrim Gyamtso Rinpoché (1935-)
- Alak Dorzhi (1935/6-)
- Gonpo Dorjee (1935-2016), historien
- Tarthang Tulku (1935-)
- Tulku Thondup (1937-)
- Jamyang Choegyal Kasho (1938-2020)
- Namkhai Norbu Rinpoché (1938-2018), anthropologue
- Chögyam Trungpa Rinpoché (1939-1987)
- Jampa Losang Panglung (1939-2022), linguiste
- Kyabje Bokar Rinpoché (1940-2004)
- Tubten Khétsun (1941-)
- Langdün Päljor (1941-)
- Ngari Dakpa Namgyal (1942-)
- Rikha Lobsang Tenzin (1942-1993)
- Tsoltim Ngima Shakabpa (1943-), écrivain, poète
- Tenzin Geyche Tethong (1943-)
- Sogyal Rinpoché (1947-2019)
- Chope Paljor Tsering (1948-)
- Sharpa Tulkou (1948-)
- Rinjing Dorje (1949-)
- Jigmé Rinpoché (1949-)
- Dawa Norbu (1949-2006), politologue
- Jamyang Norbu (1949-), ethnomusicologue

### 1950
- Ringou Tulkou Rimpotché (1952-)
- Döndrup Gyel (1953-1985)
- Traleg Kyabgon Rinpoché (1955-2012)
- Thubten Samphel (1956-2022)
- Geshe Thupten Jinpa (1958-), traducteur
- Tashi Dawa (en) (1959-)
- Pema Jungney (1959-), politique
- Tsering Shakya (1959-), historien, tibétologue
- Tenzing Sonam (1959-), réalisateur
- Namgyal Qusar (1960-), médecin
- Bhuchung K. Tsering (1960-), journaliste, diplomate
- Tashi Tsering (tibétologue) (1960-)
- Tsering Döndrub (1961-), fiction
- Chenaktsang Dorje Tsering (1963-)
- Chabdak Lhamo Kyab (1963-), enseignant, poète
- Dzogchen Ranyak Patrül Rinpoché (1963-)
- Wangpo Tethong (1963-), politique
- Tragyal (1963-)
- Dzigar Kongtrul Rinpoché (1964-)
- Lama Lobsang Samten (1965-)
- Tsem Tulku Rinpoché (1965-2019)
- Tsering Woeser (1966 - ), poétesse et essayiste s'exprimant en chinois[10]
- Hortsang Jigme (1967-), historien, écrivain, poète
- Tenzin Kunchap (1968-)
- Lobsang Sangay (1968-), juriste
- Lama Karta (1968-2013), lama, musicien
- Pema Tseden (1969-2023), scénariste, réalisateur

### 1970
- Rongpo Lobsang Nyendak (1970-), biographe
- Kunchok Tsephel (1970-), écologiste
- Bhuchung D. Sonam (1972-), journaliste, poète
- Go Sherab Gyatso (1976-), activiste
- Dolma Kyab (1976-), historien, écologiste
- Thupten Lobsang Lhundup (1980-)
- Washu Rangjong (1983-), journaliste, chanteur
- Orgyen Trinley Dorje (1985-)
- Tenzin Phuntsok Doring (1985-)